# OHKみんなのニュース
『OHKみんなのニュース』（オーエイチケーみんなのニュース）は、岡山放送（以下、OHK）で放送されていた、夕方の岡山県・香川県向けローカルニュース番組である。放送期間は2015年3月30日から2018年4月1日まで。キー局のフジテレビにおいて『みんなのニュース』が放送開始したのに伴い、OHKでもこれに準拠して放送開始された。

## 概要
当番組の開始まで、OHKにおける夕方のニュース番組は『OHKスーパーニュース』が17年にわたって放送されてきたが、2015年3月29日（週末版）の放送をもって終了した。それに替わる新たなニュース番組として始まったのが当番組である。
放送上および正式タイトルは『OHKみんなのニュース FNN（週末はFNN OHKみんなのニュース Weenend）』であるが、公式ホームページや番組表などにおけるタイトルは『みんなのニュース』となっている。
番組が開始した2015年度は、冒頭に10分間のローカル枠が新設され、東京発の『みんなのニュース』には17:00飛び乗りとなっていた（ただし17時台が全国ネットになるなどの場合、ローカル枠は休止となる）。また、18:15からのローカル枠においては新コーナーを設けるなど、OHKから伝える時間が拡大されていた。しかし、2016年4月改編から冒頭のローカル枠が廃止となり、逆に番組終盤の10分間を東京発に切り替えたため、ローカル枠は大幅に減少した。なお、前座の自社制作番組『ミルンへカモン! なんしょん?』の終盤に、当番組で放送予定のニュース項目を紹介している。
ローカル枠は岡山市北区にあるショッピングセンター・イオンモール岡山5階に入居する「OHKまちなかスタジオ ミルン」から放送されており、その旨は枠の冒頭で紹介される。スタジオセットも新設・リニューアルする系列局の中でOHKは前年12月にミルンへ移転したばかりということもあり『OHKスーパーニュース』時代のセットを2016年度まで引き続き使用していた。
2017年度の放送より、番組開始から2016年度まで出演していた萩原渉・淵本恭子が降板し、篠田吉央・中西悠理が登板した。この出演者変更と同時にこれまでフジテレビのみんなのニュースに準じたテロップや曲を使用していたが、一部のジングルを除いて全て一新された。
当番組の特集の予告を、『FNNスピーク』のローカル枠終盤と、『直撃LIVE グッディ!』内の最初のCM枠で行っている。スピーク内での予告は以前から行われていたが、グッディ内での予告は開始時期は不明であるが、キャスターを一新した新体制になってからである。
2018年春の番組改編に伴い、同年4月1日（週末版）の放送をもって終了した。翌4月2日から同時間帯のニュース番組は『OHKプライムニュース』として放送される。

## 放送時間
いずれも日本標準時（JST）における時刻を記載。
- 月曜日 - 金曜日 16:50 - 19:00 
  - ローカル枠は2015年度が16:50 - 17:00と18:15 - 19:00の2回、2016・2017年度は18:14 - 18:50の1回。
- 土曜日・日曜日 17:30 - 18:00
  - ローカル枠は17:48頃 - 18:00

## 放送内容

### タイムテーブル
番組終了時点のタイムテーブル（平日）を記載。
- 16:50 - （東京発）みんなのニュース
- 17:53 - （東京発）FNNみんなのニュース
- 18:14 - 岡山・香川のニュース

一部のニュースを除いてキャスターの横に表示されるCGで作成された項目に沿って進められる。
- 18:27頃 - 特集

月曜日 : みんなのニュースsports。
- 18:38頃 - 岡山・香川のニュース
- 18:41頃 - みんなの天気
- 18:47 - 岡山・香川のニュース

複数のニュースがある場合はフラッシュ形式で伝える。その後に天気カメラの映像の上に今日一日のニュースを伝える。
- 18:50.30 -（東京発）ここから10分!

フジテレビ発の「1日のニュースをここから10分でふりかえる」としているニュースコーナー。

### 主なコーナー
特集
- 月曜日は、岡山・香川のスポーツに関するニュースを伝える「OHKみんなのニュースsports」を放送。
- 毎月第1週金曜日は、福祉に関する特集を手話とテロップで紹介する「手話が語る福祉」を放送。
- 終了した17時台の東京発パートのコーナー「みんなのふるさと」でOHKが中継を担当した場合、引き続いてこの枠またはトップニュースとしてローカル向けに中継されることもある。

みんなの天気
- 季節の話題や天気予報を伝える。普段は担当キャスターが「ハレマチガーデン」（イオンモール岡山5階）から伝える。

今日お伝えした主なニュース
- タイトルは特に番組内では言及されてないため中西が読み上げるものを使用している仮称である。以前は時間が余った際に行われた1日の振り返りのニュース(フラッシュニュースの扱い)を必ず行うようになった。グレースタワーに設置されている天気カメラからの映像を背景に数項目分のテロップを表示して読み上げる。

みんなの広場
- “頑張るみんな”を紹介するコーナー。県外で活躍する人物や頑張る子どもたち、自慢のペットなどを担当キャスターが取材・紹介する。2016年4月1日終了。

せとうち遺産
- OHKの「OH!マイ瀬戸内」関連企画。

## 出演者
下記の出演者はいずれも出演当時のOHKアナウンサーまたはリポーターである。
キャスター
- 萩原渉（番組開始 - 2017年3月31日）

降板後は『なんしょん?』土曜MC。
- 淵本恭子（番組開始 - 2017年3月31日）

降板後は『なんしょん?』平日MC。
- 篠田吉央（2017年4月3日 - 番組終了)

番組開始から1年半は（2015年3月30日 - 2016年9月30日） 「みんなの広場」（2016年4月1日終了）を担当。17時台「みんなのふるさと」（終了）岡山・香川担当リポーターを兼任していた。さらに、週末版である「FNNみんなのニュースWeekend」にも不定期で出演していた。
- 中西悠理（2017年4月3日 - 番組終了）

番組開始から2年間（2015年3月30日 - 2017年3月31日） は「みんなの天気」を担当。番組終了の2017年度をもってOHKを退社。
コーナー担当
- 久保さち子（番組開始 - 2016年4月1日）

「みんなの広場」担当。週末版にも不定期で出演。
- 岡田愛マリー（番組開始 - 2016年4月1日）

「みんなの広場」担当。2016年度までは週末版にも出演。同年度をもってOHKを退社。
- 堀靖英（番組開始 - 番組終了）

月曜の特集枠で放送するスポーツコーナーを担当。
- 岸下恵介（2017年4月3日 - 番組終了）

「みんなの天気」担当。後継番組『プライムニュース』平日キャスター。
- 藤本紅美（2017年頃 - 番組終了）

「みんなの天気」担当。後継番組『プライムニュース』平日アシスタント。